# Тунджелі (місто)
Тунджелі (тур. Tunceli, «бронзова земля») — місто і район в провінції Тунджелі, Східна Анатолія, Туреччина, адміністративний центр провінції. Раніше місто називалось Мамікі, потім Калан.

## Історія
В давнину місто називалося Калан. Коли після придушення курдського повстання провінція Дерсим у 1936 році була перейменована в «Тунджелі», то Калан був зроблений її столицею і теж перейменований в «Тунджелі».

## Економіка
Основна галузь промисловості - розведення худоби. Основна сільськогосподарська культура пшениця. Проводиться видубуток солі. Існує кілька фабрик, які спеціалізуються на переробці сільськогосподарських культур.

## Кліммат
У Тунджелі переважає контитентальний клімат з дуже спекотним літом та холодною зимою. 
| Туреччина | Це незавершена стаття з географії Туреччини. Ви можете допомогти проєкту, виправивши або дописавши її. |